# Fist bump

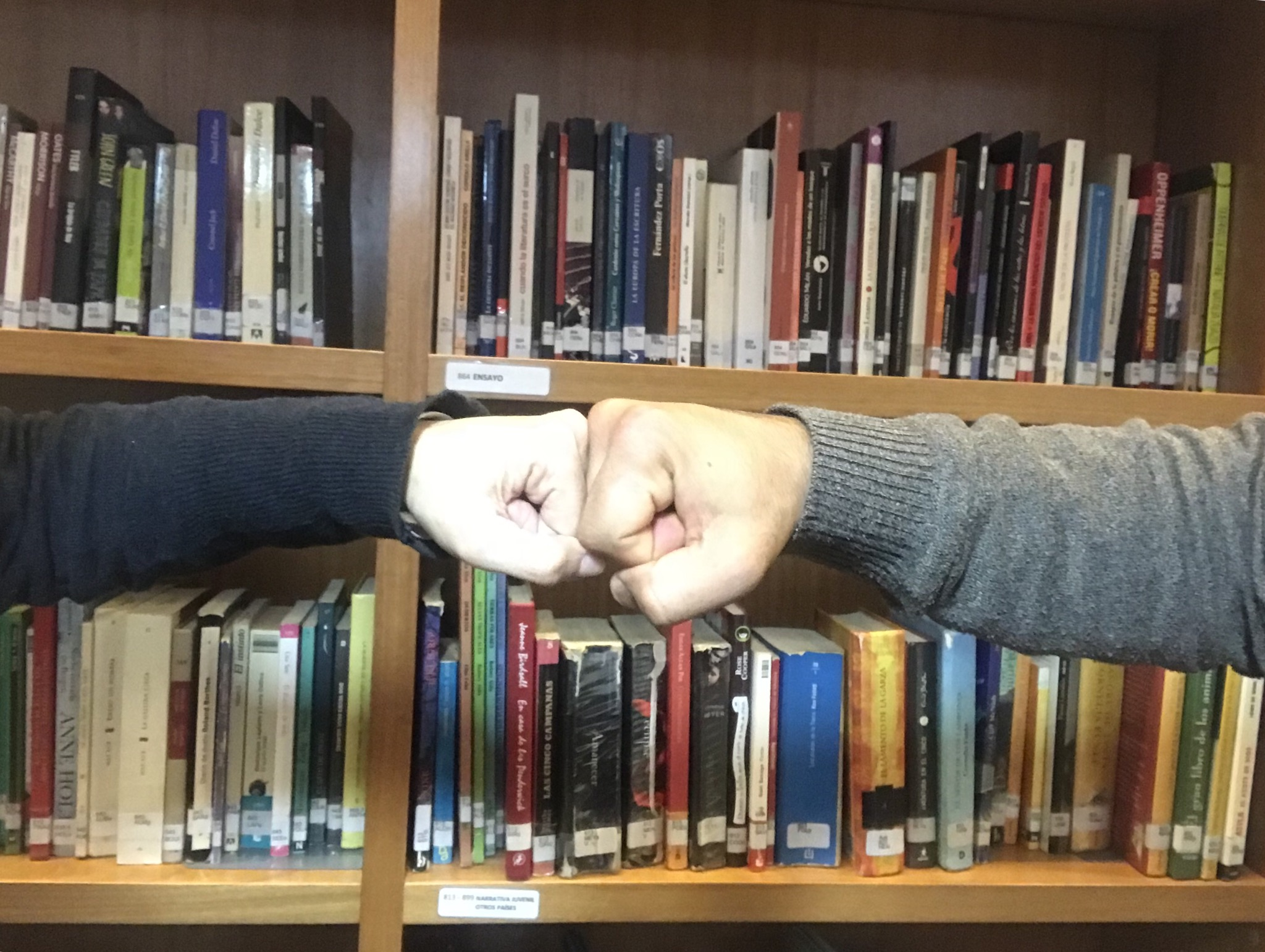
Fist bump

Animace fist bumpu

Fist bump (česky úder pěstí, anglicky někdy také bro fist, česky bratrská pěst) je gesto podobné gestům podání ruky a high five, při kterém dva jedinci proti sobě navzájem symbolicky mírně udeří svými pěstmi, které se dotknou jedna druhé. Je používán typicky pozdrav (při přivítání i při loučení) či oslavné gesto, přičemž vždy jde o vstřícné gesto, které vyjadřuje pozitivní vztah a vzájemnou úctu mezi těmi, kteří jej praktikují.  
Někdy toto gesto mohou následovat některá další gesta (například otevření dlaně a roztažení prstů). Poměrně hojně je toto gesto využíváno při sportovních utkáních, kdy jej provozují jak spoluhráči v jednom týmu (typicky při oslavě úspěchu nebo na důkaz vzájemného respektu plynoucího z dobrého výkonu ve hře), ale i hráči soupeřících týmů, kteří si tak projevují vzájemný respekt, typicky na začátku a na konci utkání.  
Ačkoliv je fist bump užívaný téměř výhradně lidmi, jeho použití bylo zaznamenáno i u šimpanzů. Poměrně hojně byl fist bump užíván během pandemie covidu-19, kdy bylo za účelem zpomalení šíření nemoci gesto  používáno namísto tradičního podání ruky. Relativně často jej během svého mandátu využíval například americký prezident Joe Biden.